# Erebus laetitia
Erebus laetitia là một loài bướm đêm trong họ Erebidae.